# پدرو ناخرا
پدرو ناخرا (اسپانیایی: Pedro Nájera‎؛ ۳ فوریه ۱۹۲۹ – ۲۲ اوت ۲۰۲۰) بازیکن فوتبال اهل مکزیک بود.
از باشگاه‌هایی که در آن بازی کرده‌است می‌توان به باشگاه فوتبال آمریکا اشاره کرد.
وی همچنین در تیم ملی فوتبال مکزیک بازی کرده‌است.